# Sonny Knowles
Pour les articles homonymes, voir Knowles.
Sonny Knowles (né le 2 novembre 1932 à Dublin, mort le 15 novembre 2018) est un chanteur irlandais.

## Biographie
Il apprend la clarinette et le saxophone à la Dublin Music School. Il rejoint le Johnny Butler Band en 1952 d'abord comme instrumentiste puis chanteur à côté du principal Sean Fagan puis le Earl Gill's Band, le Pacific Showband puis l'orchestre de Dermot O'Brien. Il se décide à une carrière solo à l'apogée des cabarets.
Knowles présente deux chansons, The Menace from Ennis en anglais et Chuaigh mé suas don chluiche mór en irlandais, pour représenter l'Irlande au Concours Eurovision de la chanson 1966, aucune n'a de point, il finit dernier. Il tente de nouveau sa chance en 1971 avec la chanson en irlandais An fhaid a mhairim et à nouveau n'a aucun point et est dernier.
Malgré deux cancers de l'œsophage, il maintient sa carrière, mais de façon moindre après le second.